# Planorbis moquini
Planorbis moquini is een slakkensoort uit de familie van de Planorbidae. De wetenschappelijke naam van de soort is voor het eerst geldig gepubliceerd in 1848 door Requien.